# Bjuregölen
Bjuregölen är en sjö i Vetlanda kommun i Småland och ingår i Mörrumsåns huvudavrinningsområde. Sjöns area är 0,032 kvadratkilometer och den är belägen 283 meter över havet.